# Ioan Totu
Ioan Totu, né le 14 juin 1931 et mort le 21 avril 1992, est un homme politique roumain.

## Biographie
Il est ministre des Affaires étrangères de la Roumanie du 26 août 1986 au 2 novembre 1989 dans le gouvernement Dăscălescu II.